# Козарка
 Тази статия е за селото в България.  За гъбата вижте Лютива млечница.  
Козарка е село в Южна България. То се намира в община Неделино, област Смолян.

## География
Село Козарка се намира в община Неделино,Смолян. Надморската височина е 625 m.
• Най-близки градове са:Неделино на 9км.иЗлатоградна 22км.Югоизточно от София и Пловдив

## История
Козарка е едно хубаво родопско селце. Намира се в източните родопи.
Православно християнство и ислям